# ロイス人民州

ロイス人民州
Volksstaat Reuß

テューリンゲン州内のロイス人民州の位置

ロイス人民州（ドイツ語: Volksstaat Reuß）は、現在のテューリンゲン州東部にあったドイツ国の自由州である。1918年のドイツ革命で君主制が倒されたロイス＝グライツ侯国とロイス＝ゲーラ侯国が合邦して成立した。複数の飛び地を持つ1143平方キロメートル、人口211,324人の小さな州であった。1920年にテューリンゲン諸邦と合邦してテューリンゲン州となった。 

## 歴史
第一次世界大戦の時点で、この地域はグライツを首都とするロイス＝グライツ侯国と、ゲーラを首都とするロイス＝ゲーラ侯国を弟系ロイス候ハインリヒ27世が統治する同君連合であった。ドイツ革命による君主制廃止とドイツ共和国宣言を受けてハインリヒ27世は1918年11月11日に退位を宣言した。ロイス＝グライツ侯国とロイス＝ゲーラ侯国はそれぞれ兄系ロイス自由州 (Freistaat Reuß älterer Linie) および弟系ロイス自由州 (Freistaat Reuß jüngerer Linie) となり、1918年12月21日に自治管理委員会が設置された。1919年2月2日に両自由州で州議会選挙が行われ、どちらもドイツ独立社会民主党が第一党となった。4月4日に両ロイス州合同議会は、両州の統合に関する法律と、暫定憲法および地方行政法を可決した。 
1920年5月1日に他のテューリンゲン諸邦6州と合邦し、テューリンゲン州となった。

## 地方行政
ロイス人民州は大きく3地域に分かれていたため、それぞれに地区評議会が置かれていた。 
- ゲーラ地区評議会：シュライツ、トリーベスおよびホーエンロイベンの飛び地を除く旧ロイス＝ゲーラ侯国領
- グライツ地区評議会：ブルククおよびラウシェンゲゼーの飛び地を除く旧ロイス＝グライツ侯国領と、旧ロイス＝ゲーラ侯国領のうちトリーベスとホーエンロイベンの飛び地
- シュライツ地区評議会：旧ロイス＝ゲーラ侯国のシュライツの飛び地とロイス＝グライツ侯国のブルククおよびラウシェンゲゼーの飛び地

## 州議会選挙
1919年2月2日に両自由州で州議会選挙が行われ、どちらもドイツ独立社会民主党が勝利した。 

### 兄系ロイス自由州
- 定数：15
- 投票率：74.7%

| 政党                 | 結果    | 獲得議席 |
| -------------------- | ------- | -------- |
| ドイツ独立社会民主党 | 44.51％ | 7        |
| ドイツ民主党         | 22.67％ | 4        |
| ドイツ国家人民党     | 16.95％ | 2        |
| ドイツ社会民主党     | 15.97％ | 2        |

### 弟系ロイス自由州
- 定数：21
- 投票率：81.9%

| 政党                                   | 得票率  | 獲得議席 |
| -------------------------------------- | ------- | -------- |
| ドイツ独立社会民主党・ドイツ社会民主党 | 62.16％ | 13       |
| ドイツ国家人民党・ドイツ人民党         | 21.04％ | 5        |
| ドイツ民主党                           | 16.80％ | 3        |

## 州旗と紋章
人民州の州旗はロイス＝グライツ侯国から引き継いだ横縞の黒赤金となった。紋章は、ヴァイダの帝国フォークトからの伝統に基づき、赤い鎧と黒い盾を持ち赤い王冠を被った金のライオンとされた。 